# Casa Branca (São Paulo)
Casa Branca es un municipio brasileño del estado de São Paulo. Se localiza a una latitud 21°46′26″ sur y a una longitud 47º05'11" oeste, estando a una altitud de 684 metros. Su población estimada en 2009 era de 28 189 habitantes.

## Iglesia católica
El municipio pertenece a la diócesis de São João da Boa Vista.

## Geografía
- Datos del censo de 2000

Población Total: 26 800
- Urbana: 21 629
- Rural: 5171
  - Hombres: 14 130
  - Mujeres: 12 670

Densidad demográfica (hab./km²): 30,96
Mortalidad infantil hasta 1 año (por mil): 12,08
Expectativa de vida (años): 73,38
Tasa de fertilidad (hijos por mujer): 2,42
Tasa de Alfabetización: 91,09%
Índice de Desarrollo Humano (IDH-M): 0,810
- IDH-M Salario: 0,748
- IDH-M Longevidad: 0,806
- IDH-M Educación: 0,875

(Fuente: IPEAFecha)

### Hidrografía
- Río Tambaú
- Río Pardo

### Carreteras
- SP-215
- SP-340
- SP-350

## Administración
- Prefecto: Roberto Minchillo (2009/2012)
- Viceprefecto: vago
- Presidente de la cámara: José Carlos Ribeiro (PSDB) (2011/2012)